# Municipio Mizque
Das Municipio  Mizque  ist ein Verwaltungsbezirk im Departamento Cochabamba im südamerikanischen Anden-Staat Bolivien.

## Lage im Nahraum
Das Municipio Mizque ist eines von vier Municipios der Provinz Mizque. Vor dem 14. Juni 2017 gehörten die Gebiete, die heute das selbständige Municipio Raqaypampa bilden, zum Municipio Mizque. Das Municipio Mizque grenzt seit diesem Datum im Nordwesten an das Municipio Alalay, im Westen an das Municipio Vila Vila, im Süden an das Municipio Raqaypampa, im Osten an die Provinz Narciso Campero und im Nordosten und Norden an die Provinz Carrasco.
Der zentrale Ort des Municipios ist Mizque mit 3474 Einwohnern (Volkszählung 2012) im östlichen Teil des Municipios.

## Geographie
Mizque liegt zwischen den Gebirgsketten der bolivianischen Cordillera Oriental und der Cordillera Central. Es liegt auf einer mittleren Höhe von 2000 m und reicht in Höhen von fast 4000 Meter, mit dem Cerro Kotori (3798 m) und dem Cerro Apacheta Alto (3710 m). Das Gebirgsland bedeckt mehr als zwei Drittel der Gesamtfläche (1211 km²), während die Talebenen nur 6 Prozent der Fläche (104 km²) ausmachen.
Das Klima ist geprägt durch ganzjährig frühlingshafte Temperaturen und geringe Niederschläge. Die Jahresdurchschnittstemperatur der Region liegt bei etwa 20 °C (siehe Klimadiagramm) und einem Jahresniederschlag von 550 mm. Wärmster Monat ist der November mit einem Durchschnittswert von gut 22 °C, kälteste Monate sind Juni und Juli mit etwa 17 °C. Von April bis Oktober herrscht Trockenzeit mit Niederschlägen unter 25 mm, feuchteste Monate im langjährigen Durchschnitt sind die Monate Dezember bis Februar mit mehr als 100 mm.

## Bevölkerung
Die Einwohnerzahl ist 1992 und 2012 um etwa ein Drittel angestiegen, bis 2024 ist sie aber wieder auf den Stand von 1992 zurückgefallen:
| Jahr | Einwohner | Quelle       |
| ---- | --------- | ------------ |
| 1992 | 20.176    | Volkszählung |
| 2001 | 26.659    | Volkszählung |
| 2012 | 26.680    | Volkszählung |
| 2024 | 19.846    | Volkszählung |

Die Bevölkerungsdichte des Municipios bei der letzten Volkszählung von 2024 betrug 14,8 Einwohner/km², der Anteil der städtischen Bevölkerung lag bei 13,0 Prozent. Die Lebenserwartung der Neugeborenen betrug im Jahr 2001 lediglich 52,2 Jahre, hat sich jedoch in den letzten Jahren erheblich verlängert.
Von der im Jahr 2012 gezählten Bevölkerung von 26.680 Einwohnern entfielen 7.759 Einwohner auf das Gebiet des 2017 selbständig gewordenen Municipio Raqaypampa, so dass die Bevölkerung im Jahr 2012 auf Grundlage der Grenzziehung von 2017 nur aus 18.921 Einwohnern bestand.
Der Alphabetisierungsgrad bei den über 19-Jährigen betrug im Jahr 2001 noch 57,5 Prozent, und zwar 71,9 Prozent bei Männern und 43,8 Prozent bei Frauen. Groß angelegte nationale Alphabetisierungskampagnen seit 2007 haben diese Situation auch in Mizque grundlegend verbessert.

## Politik
Ergebnis der Regionalwahlen (concejales del municipio) vom 4. April 2010:
| Wahl- berechtigte |  | Wahl- beteiligung | gültige Stimmen |  | MAS-IPSP | MSM    | UN-CP |
| ----------------- |  | ----------------- | --------------- |  | -------- | ------ | ----- |
| 11.667            |  | 10.599            | 7.770           |  | 4.426    | 2.766  | 578   |
|                   |  | 90,8 %            | 73,3 %          |  | 57,0 %   | 35,6 % | 7,4 % |

Ergebnis der Regionalwahlen (elecciones de autoridades políticas) vom 7. März 2021:
| Wahl- berechtigte |  | Wahl- beteiligung | gültige Stimmen |  | MAS-IPSP | UNIDOS.CBBA | SÚMATE | SOMOS  | MTS    | FPV    |
| ----------------- |  | ----------------- | --------------- |  | -------- | ----------- | ------ | ------ | ------ | ------ |
| 11.885            |  | 10.353            | 8.964           |  | 6.978    | 936         | 717    | 114    | 59     | 57     |
|                   |  | 87,11 %           | 86,58 %         |  | 77,84 %  | 10,44 %     | 8,00 % | 1,27 % | 0,66 % | 0,64 % |

## Gliederung
Das Municipio Mizque untergliederte sich bei der letzten Volkszählung von 2012 in die folgenden sechs Kantone (cantones):
- 03-1301-01 Kanton Mizque – 71 Ortschaften – 12.505 Einwohner
- 03-1301-02 Kanton Tin Tin – 37 Ortschaften – 5.271 Einwohner (seit 2017 gehört der südliche Teil des Kantons zum Municipio Raqaypampa)
- 03-1301-03 Kanton Molinero – 41 Ortschaften – 6.439 Einwohner (seit 2017: Municipio Raqaypampa)
- 03-1301-04 Kanton Cauta – 1 Ortschaft – 168 Einwohner
- 03-1301-05 Kanton Taboada – 16 Ortschaften – 1.843 Einwohner
- 03-1301-06 Kanton Vicho Vicho – 5 Ortschaften – 454 Einwohner (seit 2017 gehört der südliche Teil des Kantons zum Municipio Raqaypampa)

## Ortschaften im Municipio Mizque
- Kanton Mizque
  - Mizque 3474 Einw.

- Kanton Tin Tin
  - Mina Asientos 1884 Einw. – Tin Tin 668 Einw.

- Kanton Molinero (jetzt: Municipio Raqaypampa)
  - Raqay Pampa 951 Einw.

- Kanton Taboada
  - Tipa Tipa 389 Einw.